# Sebastian Kluckert (Synchronsprecher)
Sebastian Kluckert (* 23. März 1994 in Berlin) ist ein deutscher Synchronsprecher.

## Leben
Er ist der Sohn des Synchronsprechers Jürgen Kluckert sowie der jüngere Bruder von Fabian Kluckert und Tobias Kluckert. Insgesamt hatte er über 70 Sprechrollen in Filmen und Serien.
Sebastian Kluckert lebt in Berlin.

## Sprechrollen (Auswahl)
Michael Adamthwaite
- 2015: Ninjago als Officer O'Doyle
- 2018–2022: Ninjago als Jay (2. Stimme)
- seit 2023: Ninjago: Aufstieg der Drachen als Jay
- 2023: LEGO DREAMZzz x Ninjago - Dream Team als Jay Walker

### TV-Serien
- 2011–2015: Hart of Dixie
- 2011–2021: Last Man Standing
- 2012–2017: Teenage Mutant Ninja Turtles
- 2013–2016: Masters of Sex
- 2015–2017: Harveys schnabelhafte Abenteuer
- 2015–2017: Dragonball Z Kai
- 2015: 100 Dinge bis zur Highschool
- 2015: Charlotte
- 2016: Durarara!!
- 2017–2025: S.W.A.T.
- 2017–2020: Tote Mädchen lügen nicht
- 2017–2020: Haikyu!!
- 2017–2018: Marvel’s Iron Fist
- 2017–2018: Dragon Ball Super
- 2017–2018: Wolkig mit Aussicht auf Fleischbällchen
- 2018: 1983
- 2018–2024: Grown-ish
- 2018–2020: Alexa und Katie
- 2018–2021: Élite
- 2019–2023: Sex Education
- 2019–2020: Vikings
- 2020–2021: The Walking Dead: World Beyond
- 2020–2023: The Great
- seit 2020: Beastars
- 2021: Squid Game
- 2021–2024: Navy CIS: Hawaiʻi
- 2021–2023: Tokyo Revengers
- 2022–2025: The Recruit

### Filme
- 2008: 27 Dresses – (David Castro / Pedro)
- 2009: Das Hundehotel
- 2009: Der Rosarote Panther 2
- 2011: Super 8
- 2013: Ich – Einfach unverbesserlich 2 – (Moisés Arias / Antonio)
- 2017: Jumanji: Willkommen im Dschungel – (Ser'Darius Blain / Anthony 'Fridge' Johnson)
- 2018: Love, Simon
- 2019: Shazam! – (Evan Marsh / Burke Breyer)
- 2019: Jumanji: The Next Level – (Ser'Darius Blain / Anthony 'Fridge' Johnson (jung))
- 2019: 3 Engel für Charlie
- 2019: Christmas at the Plaza – Verliebt in New York
- 2019: Bailey – Ein Hund kehrt zurück – (Jake Manley / Shane)
- 2020: Clouds
- 2022: Top Gun: Maverick –  (Raymond Lee / Lt. Logan 'Yale' Lee)
- 2022: Dragon Ball Super: Super Hero  (Dragon Ball Super)
- 2023: Guardians of the Galaxy Vol. 3 – (Will Poulter / Adam Warlock)
- 2024: The Ministry of Ungentlemanly Warfare – (Henrique Zaga / Cpt. Binea)
- 2024: Planet der Affen: New Kingdom – (Travis Jeffery / Anaya)
- 2024: Space Cadet – (Andrew Call / Cpt. Jack Mancini)
- 2024: Die Unfehlbaren – (Julian Naceri / Simon)

### Hörspiele (Auswahl)
- 2018: Die rätselhafte Karte / Der Konkurrenzkampf, Edelkids Verlag (Spirit: wild und frei)
- 2021: Weihnachts-Spirit. Das Original-Hörspiel zur TV-Serie, Edelkids Verlag (Spirit: wild und frei)